# Лука Тоні
Лука Тоні (італ. Luca Toni; нар. 26 травня 1977, Павулло-нель-Фріньяно) — італійський футболіст, нападник. 2006 року у складі національної збірної Італії став чемпіоном світу, за що в грудні того ж року за ініціативою Президента Італії отримав орден «За заслуги перед Італійською Республікою».

## Кар'єра

### Клубна кар'єра
У 13 років Тоні потрапив до молодіжного складу «Модени», де грав протягом чотирьох років. Тренував команду відомий у минулому гравець збірної Бразилії, чемпіон Італії у складі «Ювентусу» — Чінезіньо.
Професійні виступи за дорослу команду Лука розпочав 1994 року в серії C1 у складі «Модени». У семи матчах сезону 1994—95 років йому вдалося відзначитися двічі.
Після ще одного сезону у складі «Модени» Лука переходить до «Емполі», що на той час виступав у серії B. Два наступних сезони він провів знову в командах із серії C1.
У сезоні 1999—2000 років він потрапляє до складу команди з серії B «Тревізо» і забиває за сезон 15 м'ячів у чемпіонаті та один у кубку Італії. Такі успіхи були помічені, і з 2000 до 2003 року Тоні виступає у Серії A, забивши за цей період 24 голи.
Наступною сторінкою в біографії Луки можна вважати виступи у складі «Палермо», у якому він зіграв два сезони. Спочатку був сезон у серії B, яку виграв «Палермо», а Тоні став найкращим бомбардиром першості, на один м’яч випередивши Крістіано Лукареллі з «Ліворно». У серії А йому вдалося забити одразу 20 м'ячів, чим він звернув на себе увагу скаутів «Фіорентини», за яку і виступав два наступні сезони. За цей час у складі флорентійців Тоні відзначився в чемпіонаті 47 забитими голами.
Після такого успіху Луку до свого складу запросила легендарна мюнхенська «Баварія», підписавши з італійцем п'ятирічний контракт. Уже в перший сезон перебування в німецькій команді Лука Тоні зумів стати найкращим бомбардиром першої німецької Бунделіги і всього лише третім після Марко Негрі й Крістіан Вієрі італійським футболістом, що став найкращим бомбардиром іноземного чемпіонату.
Після зміни тренера в «Баварії» Тоні все рідше потрапляв до основного складу команди, тому 31 грудня стало відомо, що до кінця сезону 2009—10 років футболіст гратиме в «Ромі» на правах оренди. Свій перший поєдинок за нову команду Лука провів 6 січня в матчі «Роми» проти «Кальярі». А перші голи зумів забити 17 січня в матчі проти «Дженоа», в цій грі Тоні відзначився дублем.
2016 року після закінчення футбольного сезону, як гравець італійської «Верони», Лука Тоні офіційно завершив професійну кар'єру футболіста.

### Гра за збірну
Дебют Луки Тоні у складі національної збірної Італії відбувся 18 серпня 2004 року у виїзному товариському поєдинку італійців проти збірної Ісландії, у якому господарі перемогли з рахунком 2:0. Тоді Тоні було 27 років. Підтвердити невипадковість свого запрошення до збірної Луці вдалося вже в наступному матчі, що мав статус кваліфікаційного до чемпіонату світу в Німеччині проти збірної Норвегії. У тому поєдинку, що проходив в Палермо, Тоні вдалося забити переможного м'яча, завдяки якому італійці виграли 2:1.
В одному з наступних відбіркових поєдинків проти білорусів Тоні вдалося зробити хет-трик. Він став першим гравцем «Фіорентини», котрий зумів забити тричі в одному матчі за збірну Італії.
11 червня 2005 року на товариський матч проти збірної Еквадору Лука Тоні був призначений капітаном. У тому матчі, що завершився з рахунком 1:1, Тоні забив свій черговий гол.
На чемпіонаті світу з футболу в Німеччині 2006 року Тоні дістався 9-й ігровий номер. На чемпіонаті йому вдалося відзначитися двічі в чвертьфінальному поєдинку проти збірної команди України, що дало змогу італійцям перемогти з рахунком 3:0 і пройти до наступного раунду. Разом з партнерами після фінального поєдинку проти французів, у якому італійці перемогли за пенальті, Лука став чемпіоном світу.
Був учасником Чемпіонату Європи 2008 року, що проходив в Австрії та Швейцарії, та Кубку Конфедерацій — 2009, що відбувався на полях ПАР.

## Статистика
| Сезон                | Клуб                 | Чемпіонат            | Чемпіонат | Чемпіонат | Кубок | Кубок | Єврокубки | Єврокубки | Всього | Всього |
| Сезон                | Клуб                 | Ліга                 | Матчі     | Голи      | Матчі | Голи  | Матчі     | Голи      | Матчі  | Голи   |
| -------------------- | -------------------- | -------------------- | --------- | --------- | ----- | ----- | --------- | --------- | ------ | ------ |
| 1994—95              | Модена               | C1                   | 7         | 2         | -     | -     | -         | -         | 7      | 2      |
| 1995—96              | Модена               | C1                   | 25        | 5         | -     | -     | -         | -         | 25     | 5      |
| Усього за Модену     | Усього за Модену     | Усього за Модену     | 32        | 7         | -     | -     | -         | -         | 32     | 7      |
| 1996—97              | Емполі               | B                    | 3         | 1         | -     | -     | -         | -         | 3      | 1      |
| 1997—98              | Фіоренцуола          | C1                   | 26        | 1         | -     | -     | -         | -         | 26     | 2      |
| 1998—99              | Лодіджані            | C1                   | 31        | 15        | -     | -     | -         | -         | 31     | 15     |
| 1999—00              | Тревізо              | B                    | 35        | 15        | 4     | 1     | -         | -         | 39     | 16     |
| 2000—01              | Віченца              | A                    | 31        | 9         | 2     | 0     | -         | -         | 33     | 9      |
| 2001—02              | Брешія               | A                    | 28        | 13        | 4     | 1     | -         | -         | 32     | 14     |
| 2002—03              | Брешія               | A                    | 16        | 2         | -     | -     | -         | -         | 16     | 2      |
| Усього за Брешію     | Усього за Брешію     | Усього за Брешію     | 44        | 15        | 4     | 1     | -         | -         | 48     | 16     |
| 2003—04              | Палермо              | B                    | 45        | 30        | 2     | 0     | -         | -         | 47     | 30     |
| 2004—05              | Палермо              | A                    | 35        | 20        | 1     | 1     | -         | -         | 36     | 21     |
| Усього за Палермо    | Усього за Палермо    | Усього за Палермо    | 80        | 50        | 3     | 1     | -         | -         | 83     | 51     |
| 2005—06              | Фіорентіна           | A                    | 38        | 31        | 4     | 2     | -         | -         | 42     | 33     |
| 2006—07              | Фіорентіна           | A                    | 29        | 16        | -     | -     | -         | -         | 29     | 16     |
| Усього за Фіорентіну | Усього за Фіорентіну | Усього за Фіорентіну | 67        | 47        | 4     | 2     | -         | -         | 71     | 49     |
| 2007—08              | Баварія              | BL                   | 31        | 24        | 4     | 5     | 11        | 10        | 46     | 39     |
| 2008—09              | Баварія              | BL                   | 25        | 14        | 2     | 1     | 8         | 3         | 35     | 18     |
| Усього за Баварію    | Усього за Баварію    | Усього за Баварію    | 56        | 38        | 6     | 6     | 19        | 13        | 81     | 57     |
| Усього               | Усього               | Усього               | 405       | 199       | 23    | 11    | 21        | 13        | 449    | 223    |

## Нагороди та досягнення

### Командні
- Переможець турніру серії B у складі «Палермо» в сезоні 2003—04 років
- Чемпіон світу: 2006
- Володар кубку німецької ліги: 2007
- Володар кубку Німеччини: 2007—08
- Чемпіон Німеччини сезону 2007—08 років у складі «Баварії»

### Індивідуальні
- Найкращий бомбардир серії B чемпіонату Італії сезону 2003—04 років (30 голів)
- Найкращий бомбардир серії A чемпіонату Італії сезону 2005—06 років (31 гол) та сезону 2014—15 років (22 голи, разом з Мауро Ікарді)
- Найкращий бомбардир чемпіонату Німеччини сезону 2007—08 (24 голів)
- Найкращий бомбардир Кубку УЄФА сезону 2007—08 (разом з Павлом Погребняком) (10 голів)
- Володар Золотого бутса у 2006 році
- Кавалер Ордену «За заслуги перед Італійською Республікою»